# 蘇格蘭的瑪格麗特 (1261-1283)
蘇格蘭的瑪格麗特（英語：Margaret of Scotland，1261年2月28日—1283年4月9日），挪威王后，埃里克二世的妻子，蘇格蘭國王亞歷山大三世的女兒。為了與其繼承蘇格蘭王位的女兒挪威女孩瑪格麗特區分，有時又被稱為蘇格蘭女孩瑪格麗特。

## 家庭
1281年，二十歲的瑪格麗特與挪威國王埃里克二世結婚，兩人的獨女即挪威女孩瑪格麗特。以中世紀的標準而言已經相當晚婚。該聯姻的目的是為了減緩挪威與蘇格蘭數十年的緊張關係。根據史書記載，雖然瑪格麗特不願意，但她父親仍堅持這樁婚事。

## 出處
1. 1 2  .   [2024-01-10]. （原始内容存档于2012-10-07）.
2. ↑  Duncan 2002，第166頁.
3. ↑  Barrow 1990，第121頁.

## 來源
- Barrow, G. W. S. . The Scottish Historical Review (Edinburgh University Press). 1990, 69: 120–141.
- Duncan, Archibald Alexander McBeth. . Edinburgh University Press. 2002. ISBN 0748616268.